# Ипотека
Ипоте́ка (от др.-греч. ὑποθήκη — подпорка, подставка) — вариант залога недвижимости, при котором объект недвижимости остаётся во владении и пользовании должника (в отличие от заклада), а кредитор, в случае невыполнения должником своего обязательства, приобретает право получить удовлетворение за счёт реализации данного имущества. Как любой иной залог, ипотека является способом обеспечения исполнения обязательств.
Следует различать понятия «ипотека» и «ипотечное кредитование». Во втором случае кредит выдаётся под залог недвижимого имущества. Ипотечный кредит — одна из составляющих ипотечной системы. При получении кредита на покупку недвижимого имущества сама приобретаемая недвижимость поступает в ипотеку (залог) кредитной организации как гарантия возврата кредита.
Одним из подвидов ипотеки является также залог уже имеющегося у залогодателя объекта недвижимости для получения им кредита или займа, которые будут направлены либо на ремонт или строительство, либо на иные нужды по усмотрению заёмщика-залогодателя.
В случае неисполнения основного обязательства взыскание обращается только на заложенное недвижимое имущество, а залогодержатель имеет преимущественное право на удовлетворение своих требований перед другими кредиторами должника. Одним из способов снижения рисков кредитора является ипотечное страхование.

## Происхождение понятия
Хотя залог земли как способ обеспечения исполнения обязательства был известен ещё в Древнем Египте, термин «ипотека» впервые появился в Древней Греции в начале VI в. до н. э. как форма ответственности должника своим земельным участком перед кредитором. Для указания на статус земли в залоге на границах участка ставили столбы с соответствующей надписью или табличкой. Такой столб и назывался «ипотекой» (др.-греч. ὑποθήκη — первоначально «подпорка», «подставка»; в дальнейшем — «предупреждение», «залог»).

## Особенности ипотечного кредита
Кредит выдаётся обычно на длительный срок. Процентная ставка по ипотечному кредиту обычно ниже, чем по другим видам кредитов, особенно в случае низкой оценки рисков, которой, например, может способствовать низкое соотношение суммы кредита к оценочной стоимости недвижимости, ликвидность и другие причины. Обычно банк выдвигает к заёмщику ипотечного кредита менее жёсткие требования, чем при других видах кредитования, тем не менее обычной практикой является проверка дохода, требование страхования залога, проверка оценки недвижимости аккредитованными оценщиками, иногда — проверка непрерывного стажа работы и прочие действия, повышающие безопасность сделки. Погашение ипотечного кредита часто осуществляется равными платежами — аннуитетами. Размер такого постоянного аннуитетного платежа ({\displaystyle A}) вычисляется по формуле
{\displaystyle A={\frac {S\times p}{1-(1+p)^{-n}}},}
где {\displaystyle S} — величина (тело) кредита,
{\displaystyle p} — величина процентной ставки за период (в долях),
{\displaystyle n} — количество периодов.
Но существуют и многие другие программы погашения. Одна из них — дифференцированные платежи — когда тело кредита выплачивают равными долями, а процентные платежи меняются от максимума в начале до минимума в конце. В этом случае размер первого платежа ({\displaystyle A_{1}}) таков:
{\displaystyle A_{1}=S\times (p+1/n).}

## Ипотечный брокеридж
Ипотечный брокеридж — это услуги по подбору, оформлению и получению ипотечных кредитов. Ипотечным брокериджем занимается подготовленный для этой деятельности специалист — ипотечный брокер.

### Специальная литература
- Копейкин А., Стебенев Л., Скоробогатько Б., Пенкина И. Американская модель ипотеки. М. 2010

### Периодические издания
- Каминская Е. Ипотека в зарубежных странах // Журнал российского права. 2010. № 12.
- Мусина Д. С., Мусин Р. М. Зарубежный опыт развития жилищной ипотеки // Финансы и кредит. 2012. № 46 (526)